# Scheringův můstek

Schéma Scheringova můstku

Scheringův můstek se používá k měření kapacit (úpravou i pro velké kapacity až desítky mF), ztrátového činitele (přesnost až 0,01 %) a permitivity izolantů. Přesnost měření kapacit bývá řádově 0,1 %. Frekvence zdroje bývá 15 až 1000 Hz.
Poprvé můstek užil německý fyzik Harald Schering v roce 1920.
Vztah pro výpočet neznámé kapacity:
{\displaystyle {C}_{X}={C}_{N}{\frac {{R}_{4}}{{R}_{3}}}}